# Gebrauchsmusik
Gebrauchsmusik bezeichnet Musik, die für außermusikalische Zusammenhänge verwendet wird. Meist wird sie als Gegenteil der Absoluten Musik betrachtet. 
Der Ausdruck Gebrauchsmusik ist seit den 1920er Jahren üblich und auch im Englischen geläufig. Einerseits gehört er zeitunabhängig zur Terminologie der  Musikwissenschaft, die ihn manchmal neutral, manchmal (ab)wertend verwendet, andererseits wurde er etwa ein Jahrzehnt lang zur „ästhetischen Parole“ einer Komponistengeneration nach dem Ersten Weltkrieg und ist damit so etwas wie ein Genre für Werke, die sich dem damaligen Konzertwesen widersetzten, wie Paul Hindemiths Kinderoper Wir bauen eine Stadt (1930).

## Nettl: Wissenschaftliche Ursprünge
Als einer der ersten verwendete der Musikwissenschaftler Paul Nettl 1922 den Begriff. Er widmete sich der Geschichte der Tanzmusik und fand im Terminus „Gebrauchsmusik“ eine Bezeichnung für Tanzmusik, die auch zum Tanzen gebraucht wird – gegenüber solcher, die im Konzert dargeboten wird. Johann Strauß Sohn zum Beispiel hatte in seiner früheren Zeit Tanzwalzer und in seiner späteren Zeit Konzertwalzer geschrieben, die nicht mehr zum Tanzen uraufgeführt wurden, was ihm als Komponist zu einem höheren Status verhalf. Nettl bezog sich freilich auf etwas weiter Zurückliegendes, die Musik des 17. Jahrhunderts, und unterschied dort „Gebrauchs-Tanzformen“ von „höher stilisierten Tanzformen“.

## Hindemith: Neue Kompositionsweise
Nach dem Ersten Weltkrieg schien die „Gebrauchsmusik“ den Weg aus einer Erstarrung des Musikwesens zu weisen und war in den Jahren der Weimarer Republik in aller Munde. Die Arbeitsteilung und Professionalisierung in der Musik und die Lebensferne des Konzertwesens wurden beklagt. Soziale Strömungen wie die Jugendbewegung und künstlerische wie die Neue Sachlichkeit begrüßten eine Musikpraxis, die sich mehr mit dem täglichen Leben auseinandersetzte als die Kunstmusik des 19. Jahrhunderts. Der „Gebrauchswert“ jeglicher Kunst wurde beschworen.
Der Komponist Paul Hindemith machte die Gebrauchsmusik (für ihn war sie das Gegenteil zur „Konzertmusik“) zeitweise zum Programm seines Schaffens. Seine provokative Oper Neues vom Tage (1929) wurde etwa in diesen Zusammenhang gestellt. Manche seiner Zeitgenossen schlossen sich der Strömung an, auch wenn sie selbst nicht von Gebrauchsmusik sprachen. In der angelsächsischen Presse tauchte der deutsche Begriff Anfang der 1930er Jahre auf. Auch etwa Igor Strawinsky, Kurt Weill, Ernst Krenek, Hanns Eisler, Carl Orff und andere Komponisten werden im Zusammenhang mit Gebrauchsmusik erwähnt.

## Besseler: Vom Ideal zur politischen Instrumentalisierung
Der Musikwissenschaftler Heinrich Besseler nahm den Begriff auf und verwendete ihn sehr allgemein in einer Theorie der Musik, die sich an die Philosophie Martin Heideggers anlehnte. Besseler betrachtete die kommerzielle Musik seiner Zeit kritisch und stellte ihr ein Ideal „der glücklichen Selbstverständlichkeit einer geschlossenen musikalischen Tradition“ gegenüber, das er in der spätmittelalterlichen Musik erblickte.
Eine neue Hinwendung zur realen Lebenswelt, verbunden mit Ergebenheit und Ergriffenheit, konnte Besseler sodann in den Reformbestrebungen des Nationalsozialismus ausmachen, der ab 1933 eine Praxis der Gebrauchsmusik gegen ihre einstigen Protagonisten Hindemith oder Kurt Weill pflegte. Nach 1945 verwendete Besseler nur noch den Terminus „Umgangsmusik“. 

## Adorno: Musiksoziologische Skepsis
Der Philosoph und Musikkritiker Theodor W. Adorno stand der „Gemeinsamkeit“ durch Gebrauchsmusik skeptisch gegenüber, auch ihrer Aufwertung der Amateurmusik, und bevorzugte die „Innerlichkeit“ und Professionalität der Absoluten Musik. Über Kurt Weills Die Dreigroschenoper (1928) schrieb er dagegen, dies sei „Gebrauchsmusik, die sich auch wirklich gebrauchen lässt“.
Die Musiksoziologie, die Adorno und Max Horkheimer im Exil der 1930er Jahre aufbauten, betrachtete musikalische Funktionen mit kritischem Abstand zu ideologischen und kommerziellen Instrumentalisierungen, was zum Terminus Funktionale Musik geführt hat.

## „Angewandte Musik“
Verwandt, aber weniger profiliert, ist der Begriff Angewandte Musik (dessen Gegenteil meist Reine Musik genannt wird). Er wird neben der Oper vor allem für Bühnenmusik, Filmmusik, Radiomusik und weitere Medienmusik verwendet und findet sich auch in den Namen verschiedener Hochschul-Studiengänge.
Im 19. Jahrhundert wurden die mathematischen und physikalischen Aspekte der Musiktheorie „reine Musik“ und ihre praktisch klingende Anwendung „angewandte Musik“ genannt.